# Бурово (Красногорський район)
Бу́рово (рос. Бурово) — присілок в Красногорському районі Удмуртії, Росія.

## Населення
Населення — 25 осіб (2010; 25 в 2002).
Національний склад станом на 2002 рік:
- удмурти — 44 %
- росіяни — 32 %